# Зав'ялівка (роз'їзд)
Зав'я́лівка — вантажно-пасажирський залізничний роз'їзд Криворізької дирекції Придніпровської залізниці на лінії Савро — Саксагань між станціями Саксагань (20 км) та Савро (10 км).
Розташований у селі Володимирівка Криворізького району Дніпропетровської області.

## Пасажирське сполучення
На роз'їзді зупиняються електропоїзди сполучення Кривий Ріг — П'ятихатки та П'ятихатки — Тимкове.